# Chabsko
Chabsko [ˈxapskɔ] este un sat din unitatea administrativ-teritorială Gmina Mogilno (gmina - unitate administrativ-teritorială similară satului din România). Face parte din poviatul Mogilno (powiat - unitate administrativ-teritorială similară comunei din România), aflat în Voievodatul Cuiavia și Pomerania situat în partea central-nordică a Poloniei. Este situat la o distanță de aproximativ 2 km sud-vest de Mogilno și la 54 km de Bydgoszcz.